# Minij
Minij (lat. minimum, iz iberskoga jezika), olovno crvenilo ili crveno olovo je olovni(II) ortoplumbat Pb2[PbO4] (uobičajeno Pb3O4), jedan od triju oksida olova. Njegova crvena modifikacija koristi se kao pigment za temeljne naliče (na primjer s lanenim uljem) kojima se željezni (čelični) predmeti štite od korozije (hrđe), a služi i u pripravi olovnih glazura. Sve manje se kao takav koristi, zbog otrovnosti.
Minij je najpoznatiji i najstariji antikorozivni pigment. Trgovački je minij narančastocrveni prah, koji sadrži manje količine olovnog monoksida. Proizvodi se oksidacijom olovnog monoksida u struji zraka na temperaturi od 400 do 500°C. Minij se primjenjuje kao pigmentni sastojak temeljnih boja (nalič), u kojima kao veziva služe sušiva ulja, dugouljne i srednjouljne alkidne i fizikalno sušive umjetne smole. Naliči takvih boja velike su pokrivne moći, dobre nepropusnosti i vrlo dobro prianjaju uz površinu. Minij ima višestruko antikorozivno djelovanje. Njegova zaštita u kemijskom smislu temelji se na stvaranju olovnih sapuna s masnim kiselinama sušivih ulja, pa tako nastaje mehanički izdržljiv i vodootporan zaštitni sloj. Osim toga, olovo stupa u kemijsku reakciju i uklanja eventualno prisutne kloridne i sulfatne ione koji mogu uzrokovati koroziju. Jednako je važno elektrokemijsko zaštitno djelovanje minija, koje se sastoji u njegovoj sposobnosti oksidacije. Zbog toga se minij vrlo mnogo upotrebljavao u borbi protiv korozije metala, u prvom redu za antikorozivno zaštitno ličenje velikih čeličnih konstrukcija (mostova i slično). 

## Anorganski obojeni pigmenti
Do danas je poznato više stotina različitih anorganskih obojenih pigmenata koji se međusobno razlikuju prema boji i drugim svojstvima. Prema kemijskom sastavu, kako se obično pigmenti opisuju, razlikuju se četiri glavne grupe pigmenata: oksidni pigmenti, sulfidni i selenidni pigmenti, kromatni pigmenti i cijanidni pigmenti. S obzirom na boju anorganski se pigmenti, izuzevši bijele i crne, mogu ubrojiti u crvene, smeđe, narančaste, žute, zelene i plave pigmente. Boja i kemijski sastav nisu izravno povezani. Tako na primjer, crvenu boju daju, između ostalih, željezni oksid i kadmijev sulfoselenid, dok različiti oksidi, čak istog metala, željeza, mogu biti crveni, smeđi, narančasti, žuti ili crni, uključujući i prijelazne tonove među tim bojama.

### Olovni(II) ortoplumbat
Olovov(II, IV) oksid (Pb2PbO4 (uobičajeno Pb3O4) ili 2 PbO x PbO2, minij, olovov tetraoksid, olovov(II) ortoplumbat(IV), crveno olovo) je jedan od triju oksida olova, u kojem se olovo nalazi u dvama različitim oksidacijskim stanjima (Pb2+ i Pb4+), tetragonske simetrije. Označava se u obliku oksida, a zapravo je Pb2PbO4. To je težak prah snažne crvene boje i velike gustoće, netopljiv u vodi.
Javlja se u prirodnom obliku kao mineral minij. Upotrebljava se za temeljne naliče (na primjer pomiješan s lanenim uljem), kao antikorozivni premaz za željezne i čelične konstrukcije (sve manje zbog otrovnosti), te kao crveni pigment u proizvodnji kristalnoga stakla i glazura.

## Otrovanje olovom
Olovo i njegovi spojevi otrovni su. Olovo se složeno veže na okso-skupine enzima i tako ometa gotovo sve korake sinteze hemoglobina i metabolizam porfirina, sprječava djelovanje adenozin-trifosfataze odgovorne za proizvodnju stanične energije, ometa i sintezu bjelančevina i vrlo štetno djeluje na središnji živčani sustav. Trovanju olovom izloženi su radnici u naftnoj industriji, rudnicima, ljevaonicama, u proizvodnji olovnih akumulatora, boja, keramike i stakla, jer dolaze u dodir s prašinom i parama koje sadrže olovo i njegove spojeve. Olovo se iz organizma ne može izlučiti spontano, već se u njem nagomilava. Zato otrovanje mogu uzrokovati i količine olova manje od dopuštenih, ako je izloženost izvoru trovanja dugotrajna. Otrovanje se liječi tvarima koje s olovom tvore stabilne složene spojeve i koje se mokraćom lako izlučuju iz organizma (na primjer kalcijev etilendiamintetracetat i antibiotik penicilamin).